# La Vallée
För andra betydelser, se La Vallée (olika betydelser).
La Vallée är en kommun i departementet Charente-Maritime i regionen Nouvelle-Aquitaine i västra Frankrike. Kommunen ligger  i kantonen Saint-Porchaire som ligger i arrondissementet Saintes. År 2022 hade La Vallée 683 invånare.

## Befolkningsutveckling
Antalet invånare i kommunen La Vallée
Referens:INSEE